# Edwin Kempes
Edwin Kempes (Amsterdam, 23 juni 1976) is een Nederlands voormalig rechtshandige tennisser die tussen 1995 en 2005 professional was.
Kempes was voornamelijk actief in de ITF-toernooien en behaalde in 2001 de 98e positie op de wereldranglijst in het enkelspel en in 1998 de 80e positie in het dubbelspel. Hij won nooit een toernooi.